# Karim Onisiwo
Karim Onisiwo (ur. 17 marca 1992 w Wiedniu) – austriacki piłkarz nigeryjskiego pochodzenia występujący na pozycji napastnika w klubie Red Bull Salzburg.

## Kariera klubowa
Treningi piłkarskie Onisiwo rozpoczął w 1998 roku w klubie Favoritner AC. Następnie trenował kolejno w juniorach takich klubów jak: Rapid Wiedeń, Austria Wiedeń, 1. Simmeringer SC, SC Team Wiener Linien i First Vienna FC 1894. W sezonie 2009/10 grał w rezerwach tego ostatniego.
W 2010 roku przeszedł do grającego w Regionallidze SC Ostbahn XI. W sezonie 2011/12 występował w innym klubie z Regionalligi – TSV Neumarkt. Latem 2012 przeszedł do Austrii Salzburg. W sezonie 2013/14 wywalczył z nią awans z Regionalligi do Erste Ligi.
W czerwcu 2014 roku Onisiwo podpisał roczny kontrakt z opcją przedłużenia z występującym w Erste Liga SV Mattersburg. Swój debiut w nim zanotował 18 lipca 2014 w zwycięskim 2:0 domowym meczu z FC Wacker Innsbruck. W sezonie 2014/15 wywalczył z Mattersburgiem mistrzostwo Erste Liga i awansował do Bundesligi.
W styczniu 2016 przeszedł do FSV Mainz 05.
Statystyki kariery
| Sezon   | Klub             | Kraj    | Rozgrywki    | Mecze | Gole |
| ------- | ---------------- | ------- | ------------ | ----- | ---- |
| 2010/11 | SC Ostbahn XI    | Austria | Regionalliga | 23    | 7    |
| 2011/12 | TSV Neumarkt     | Austria | Regionalliga | 16    | 8    |
| 2012/13 | Austria Salzburg | Austria | Regionalliga | 25    | 6    |
| 2013/14 | Austria Salzburg | Austria | Regionalliga | 30    | 12   |
| 2014/15 | SV Mattersburg   | Austria | Erste Liga   | 33    | 18   |
| 2015/16 | SV Mattersburg   | Austria | Bundesliga   | 18    | 2    |
| 2015/16 | 1. FSV Mainz 05  | Niemcy  | Bundesliga   | 9     | 1    |
| 2016/17 | 1. FSV Mainz 05  | Niemcy  | Bundesliga   | 16    | 1    |
| 2017/18 | 1. FSV Mainz 05  | Niemcy  | Bundesliga   | 8     | 0    |
| 2018/19 | 1. FSV Mainz 05  | Niemcy  | Bundesliga   | 26    | 7    |
| 2019/20 | 1. FSV Mainz 05  | Niemcy  | Bundesliga   | 32    | 4    |
| 2020/21 | 1. FSV Mainz 05  | Niemcy  | Bundesliga   | 31    | 4    |

## Kariera reprezentacyjna
W reprezentacji Austrii Onisiwo zadebiutował 17 listopada 2015 w przegranym 1:2 towarzyskim meczu ze Szwajcarią, rozegranym w Wiedniu, gdy w 58. minucie zmienił Jakoba Jantschera.